# NGC 6307
NGC 6307 é uma galáxia espiral barrada (SB0-a) localizada na direcção da constelação de Draco. Possui uma declinação de +60° 45' 02" e uma ascensão recta de 17 horas, 07 minutos e 40,4 segundos.
A galáxia NGC 6307 foi descoberta em 27 de Outubro de 1861 por Heinrich Louis d'Arrest.